# 萱沼俊夫
萱沼 俊夫（かやぬま としお、1935年（昭和10年）4月30日 - 2021年（令和3年）6月24日）は、日本の政治家。山梨県富士吉田市長（1期）。

## 来歴
山梨県南都留郡瑞穂村（のち下吉田町、現・富士吉田市）に生まれる。1960年東京経済大学経済学部卒。行政書士となり、1991年、富士吉田市議会議員に当選する。市議を3期務めた後、2003年の富士吉田市選挙に立候補し、現職の武川勉を破って当選した。富士吉田市長は1期務め、2007年の市長選挙には出馬しなかった。2008年、旭日双光章受章者。2021年死去。叙正六位。